# لی جیه (بازیکن فوتبال)
لی جیه (انگلیسی: Li Jie؛ زادهٔ ۸ ژوئیهٔ ۱۹۷۹) بازیکن فوتبال زن اهل چین بود. وی برنده یک مدال نقره در بازی‌های آسیایی ۲۰۰۲ و یک مدال برنز در بازی‌های آسیایی ۲۰۰۶ شده است.